# 梅利赫·阿卜杜勒哈伊奥卢
梅利赫·阿卜杜勒哈伊奥卢（土耳其語：Melih Abdulhayoğlu；1968年3月10日—）是孵化器风投公司MAVeCap的CEO。其创立的首家公司是科摩多集团。

## 年轻时代
梅利赫出生于土耳其，一直在哈塔伊省读到高中。18岁时，梅利赫移居英国，并于1991年获得布拉德福德大学的电子工程学理学士学位。

## 兴趣爱好
梅利赫对互联网安全和隐私保护有非常浓厚的兴趣。在科摩多集团，他负责了安全产品的架构设计及研发，身份验证和安全信息传输的服务与基础建设。
梅利赫积极倡导网络安全行业更高的标准。他的目标是创建“可以信赖的互联网”，使互联网用户通过加密和数字认证实现互相信任。

## 事业成就

### 科摩多集团
梅利赫是科摩多集团的主席兼首席执行官。科摩多集团专注于SSL数字证书和互联网安全，为身份验证和安全计算提供了一个良好平台。梅利赫于1998年在英国创建了科摩多集团，并于2004年把公司迁移至美国。

科摩多集团是一家领先的互联网安全软件提供商，其运营的产品包括SSL数字证书，病毒扫描，PCI法规遵从扫描和防火墙。

### 证书发行机构/浏览器论坛
2005年，梅利赫意识到有必要汇集业界精英，进而筹划了CAB论坛（CA/Browser Forum）的第一次会议。CAB论坛是一个旨在建立终端到终端的身份认证和安全商务流程的行业协会。

CA/Browser论坛曾帮助建立“扩展验证证书”的新标准，现在所有主流浏览器比如Internet Explorer,Firefox和Opera都内置了这项新技术。

### 通用计算安全标准论坛
2009年，梅利赫创立了通用计算安全标准论坛(CCSS论坛)。CCSS论坛收录了合法的反病毒引擎名单列表。如梅利赫所说，“无论因特网用户用的是付费或者是免费的安全软件版本，他们有权知道这些软件是在保护他们的计算机而不是让计算机接触到危险的软件或广告软件。”
CCSS论坛是一个集安全软件供应商，操作系统提供商和互联网浏览器软件开发者的志愿组织。CCSS论坛的成员都在为消除恶意软件而努力。

### 土耳其信息谷项目
为了促进科技公司在土耳其的发展，目前他正在与国家研究理事会筹划一个计划，该计划被看作为努力在安卡拉建设土耳其的“硅谷”。2012年10月16日，他接受了CNN土耳其关于此项目的采访。

## 媒体访谈
- 梅利赫接受政府科技杂志时谈到世界需要保护计算机网络避免犯罪和病毒的技术。[10]
- 2008年6月22日，接受网络产品指南杂志的采访。
- 2009年9月21日[]，被信息周刊杂志引用，谈论的内容是身份验证。
- 2010年5月35日 （页面存档备份，存于），接受Turk TV的采访。
- 2011年5月5日，接受Fox Business（页面存档备份，存于）的采访，讨论了网络恐怖主义在未来的影响。
- 2010年11月16日 （页面存档备份，存于），接受信息安全杂志的访谈时称道，桌面安全需要一种新的模式。
- 在拉斯维加斯召开的Interop 2011 （页面存档备份，存于）展会上接受了记者的采访。
- 2012年8月 （页面存档备份，存于）接受彭博商业新闻土耳其版的采访。

## 荣誉和奖项
- 在梅利赫的领导下，科摩多集团在分层安全上的创新和设计，连同他推广的‘社会身份认证和保障’[11]都被杂志ComputerWorld[12]和PC Magazine [13]所认同。
- 他近期的提议刊登在USA Today和BNET科技-行业新闻和视角上。[14]
- 2008年，他获得安永会计事务所所颁发的新泽西州信息科技/软件行业年度企业家。
- 2011年，他被Info Security Products Guide评选为年度企业家。[15]
- 梅利赫经常被邀出现在电视和广播媒体上讨论互联网安全和扩展验证证书的重要性。
- 梅利赫曾出现在2012年10月14日的Paltin杂志（最流行的土耳其语商业新闻杂志）的封面故事上。